# Luca Ceglie
Luca Ceglie (Bari, 24 ottobre 1979) è un multiplista italiano, vincitore di due titoli nazionali assoluti.
Vanta sei presenze nella Nazionale di atletica leggera dell'Italia.

## Biografia
È allenato da Vittorio Ladisa ed ha il doppio tesseramento con il Gruppo Sportivo Aeronautica Militare e con il CUS Bari. Ha 5 presenze in nazionale ed il suo miglior punteggio è stato raggiunto il 6 luglio 2003 a Bressanone, in occasione della Coppa Europa Super League Prove Multiple, ottenendo 7.712a punti (vedi tabella sottostante). Il 28 gennaio del 2007, in occasione dei Campionati italiani di prove multiple indoor ad Ancona, ha stabilito il suo record personale nell'Eptathlon chiudendo le 7 prove con 5.711 punti Ultimamente si sta dedicando al miglioramento sui 60 metri ostacoli e 110 metri ostacoli).
Il 10 ottobre del 2010 si è sposato con Maria Aurora Salvagno.

## Record

### Personali
Decathlon
| Evento                 | Risultato | Data       |
| ---------------------- | --------- | ---------- |
| 100 metri piani        | 10"80     | 30/06/2001 |
| Salto in lungo         | 7,63 m    | 26/06/2002 |
| Getto del peso         | 13,33 m   | 06/07/2003 |
| Salto in alto          | 2,04 m    | 30/06/2001 |
| 400 metri piani        | 48"88     | 06/07/2003 |
| 110 metri ostacoli     | 14"24     | 26/09/2009 |
| Salto con l'asta       | 4,60 m    | 06/07/2003 |
| Lancio del giavellotto | 56,76 m   | 06/07/2003 |
| 1500 metri piani       | 4'49"22   | 06/07/2003 |

Eptathlon indoor
| Evento            | Risultato | Data       |
| ----------------- | --------- | ---------- |
| 60 metri piani    | 7"07      | 28/01/2007 |
| Salto in lungo    | 7,35 m    | 29/01/2006 |
| Getto del peso    | 14,54 m   | 29/01/2006 |
| Salto in alto     | 1,97 m    | 28/01/2007 |
| 60 metri ostacoli | 7"92      | 18/02/2007 |
| Salto con l'asta  | 4,60 m    | 28/01/2007 |
| 1000 metri piani  | 2'21"30   | 29/01/2006 |

### Prestazioni nelle gare dei record
Record nel decathlon a Bressanone
| Evento                 | Risultato |
| ---------------------- | --------- |
| 100 metri piani        | 10"98     |
| Salto in lungo         | 7,25 m    |
| Getto del peso         | 13"33     |
| Salto in alto          | 1,96 m    |
| 400 metri piani        | 48"88     |
| 110 metri ostacoli     | 14"65     |
| Salto con l'asta       | 4,60 m    |
| Lancio del giavellotto | 56,76 m   |
| 1500 metri piani       | 4'49"22   |

Record nell'eptathlon ad Ancona
| Evento            | Risultato |
| ----------------- | --------- |
| 60 metri piani    | 7"07      |
| Salto in lungo    | 7,30 m    |
| Getto del peso    | 13"69     |
| Salto in alto     | 1,97 m    |
| 60 metri ostacoli | 8"04      |
| Salto con l'asta  | 4,60 m    |
| 1000 metri piani  | 2'54"37   |

## Palmarès
- 6 medaglie ai Campionati Italiani Prove Multiple
- 3 medaglie d'oro: Campionati Italiani Prove Multiple Indoor (2006 e 2007) e Campionati Italiani di Società Prove Multiple (2007);
- 3 medaglie d'argento: 2 ai Campionati Italiani di Società Assoluto Prove Multiple (2004 e 2005) e 1 ai Campionati Italiani Individuali Assoluti Prove Multiple Indoor (2002).

## Campionati nazionali
2006
- Oro ai Campionati italiani assoluti di atletica leggera indoor, eptathlon - 5.565 pt

2007
- Argento ai campionati italiani assoluti, decathlon - 7435 p.
- Oro ai Campionati italiani assoluti di atletica leggera indoor, eptathlon - 5.711 pt
- Oro ai campionati italiani assoluti indoor, staffetta 4x1 giro - 1'27"50

2008
- Argento ai campionati italiani assoluti, staffetta 4x100 m - 41"07